# San Policarpo (Rom)
San Policarpo all’Acquedotto Claudio ist eine Pfarr- und Titelkirche in Rom. Sie ist dem Heiligen Polykarp von Smyrna geweiht und liegt an der Via Lemonia, an der Metrostation Giulio Agricola.

## Geschichte
Die Pfarrei wurde 1960 gegründet. Die Kirche wurde zwischen 1964 und 1967 gebaut.
Sie wurde am 2. Mai 1982 und am 11. März 1990 von Papst Johannes Paul II. besucht. 
Am 14. Februar 2015 wurde sie von Papst Franziskus zur Titelkirche erhoben.

## Kardinalpriester
Bisher einziger Titelträger ist:
- Alberto Suárez Inda, Erzbischof von Morelia, seit 14. Februar 2015